# Kristus kommer – Davids son
Kristus kommer – Davids son är en adventspsalm av Sven Larson från 1967. Varje strof börjar med orden: "Kristus kommer" – "Davids Son" i vers 1 och 4, "världens ljus" i vers 2 och 3. Detta passar bra med betydelsen av ordet advent, ankomst. Texten är hämtad från Matteusevangeliet 21:5–11. Andra versen är hämtad från Johannesevangeliet 8:12 och Första Korinthierbrevet 15:55. Tredje versen är hämtad från Johannesevangeliet 8:12 och Uppenbarelseboken 22:16.
I vers 3 står orden: "På hans rike aldrig skall / någon ände vara", vilket är en återklang av Nicaenska trosbekännelsens "på vilkens rike aldrig skall vara någon ände." (Se även Uppenbarelseboken kapitel 7, verserna 9 till 14.)
Melodin (4/4, C-dur) trycktes 1704 i Halle. Koralsatsen i Herren Lever 1977 är skriven av Gunno Södersten.

## Publicerad i
- Herren Lever 1977 som nummer 848 under rubriken "Kyrkans år – Advent".[1]
- Den svenska psalmboken 1986 som nummer 111 under rubriken "Kyrkoåret — Advent".
- Finlandssvenska psalmboken 1986 som nummer 13 med titeln Kristus kommer, Davids son.